# Самбір (футбольний клуб)
Футбольний клуб «Самбір» — український футбольний клуб з міста Самбора Львівської області. Виступав у чемпіонаті України серед аматорів 2011.

## Історія футболу у Самборі

### До 1991 р.
Українська футбольна історія міста Самбора починається в 1931 році заснуванням спортивного товариства «Дністер» (гра копаного м'яча). Засноване в 1931 році, було чинне аж до 1944 року, за винятком від 1940 до 1 липня 1941 року, хоча у футбол у Самборі почали грати ще у 1907 році.
Учні місцевої гімназії заснували Студентський спортивний клуб (ССК), який невдовзі змінив назву на «Корона» (Korona), в якому грали передусім місцеві поляки. Після Першої світової війни цей клуб постійно виступав у чемпіонаті Львівського окружного союзу футболу (ЛОСФ), а в сезонах 1937/38 та 1938/39 — і в Окружній лізі (найвищий дивізіон). Окрім того, в місті у різні «довоєнні» часи діяли інші польські клуби «Самборія» (Samboria), «Стшелєц» (Strzelec), ЖКС (ŹKS), «Млот» (Młot) та єврейська «Гасмонея».
У 1944 році у Самборі після Другої світової війни офіційно було організовано футбольну команду «Локомотив». Уже в перший рік заснування вона успішно захищала честь залізничників на першості країни. Лише у фінальному матчі в Херсоні поступилися першістю господарям з рахунком 3:2.
У наступні роки самбірські футболісти виступали під назвою «Більшовик», який захищав честь тодішньої Дрогобицької області в першості республіки.
Нова історія місцевого футболу почалася в 1960 році заснуванням футбольної команди «Спартак». У 1960, 1961 та 1962 роках одразу вибороли кубок облради ДСТ «Спартак».
До 1991 року команда виступала на аматорському рівні і в чемпіонатах Львівської області. Її біографія позначена багатьма спортивними здобутками. Але найвизначнішу в сезоні 1982 року, не зазнавши жодної поразки. Футболісти вперше завоювали титул чемпіона Львівської області.
У 1980-х роках також виступала в Кубку УРСР і в першостях УРСР серед колективів фізкультури. У 1985 році посіла друге місце у фінальному турнірі, в якому розігрувалася путівка до другої ліги СРСР (українська зона), а в першості 1986 — 3-тє місце в республіці.

### Після 1991 р.
У 1991 році «Спартак» брав участь у КФК та зайняв 3-тє місце у своїй підгрупі, що давало змогу грати в перехідній лізі Чемпіонату, однак відмовився. У цьому ж році клуб «Промінь» із села Воля-Баранецька теж зайняв 3-тє місце у своїй підгрупі КФК і з 1992 року «Промінь» та дебютував в групі А перехідної ліги чемпіонату України. Після сезону 1992/93 клуб переїхав до Самбора і продовжив виступи під назвою «Промінь» (Самбір).
Однак у сезоні 1993/94 клуб посів 14-те місце в перехідній лізі і був позбавлений професіонального статусу.
Надалі продовжував виступати на аматорському рівні та в чемпіонаті Львівської області.

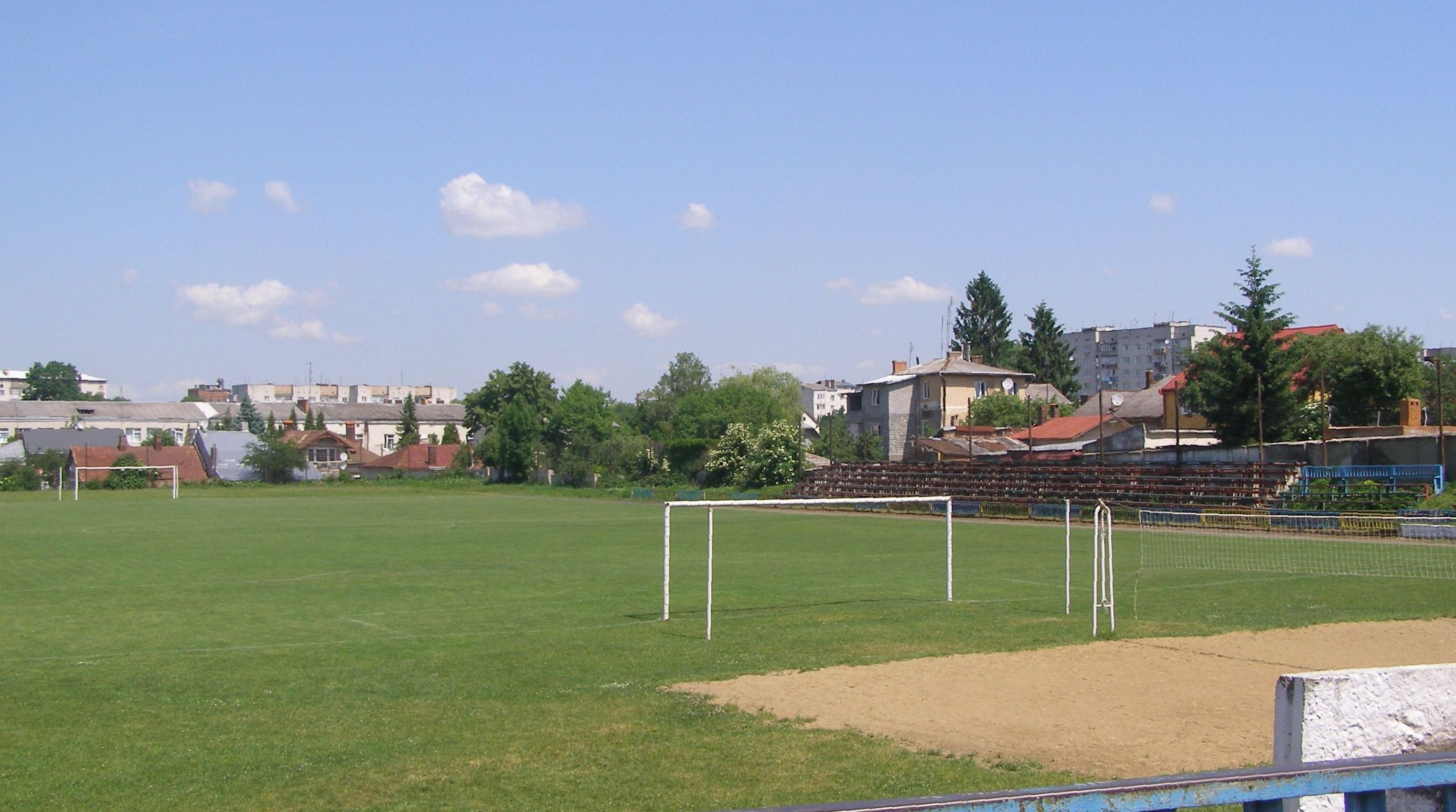
Стадіон «Дністер»

Клуб виступав також у Кубку України в сезоні 1995/1996.
У 1998 році в матчах плей-оф за вихід до другої ліги чемпіонату України не зміг здолати передостанню команду другої ліги ФК «Тисмениця» (0:3 i 1:1).
Від 1995 до 1998 року в чемпіонаті Львівщини в одній лізі виступали одночасно дві самбірські команди — «Промінь» і «Дністер».
У сезонні 1997/1998 років самбірська команда розпочинає виступ під новою назвою ФК «Самбір», де виступала в у першому чемпіонаті України серед аматорів та увійшла у фінальну частину. У матчі за 5-те місце поступився «Харчовику» (м. Попівка, Сумська область) із рахунком 0:1.
Під назвою ФК «Самбір» надалі виступає в чемпіонаті Львівської області. Протягом чотирьох сезонів клуб виступав у першій лізі області, але на високі місця не претендував.
У 2005—2006 рр. ФК «Самбір» був відсутній серед учасників футбольних перегонів. Повернення в обласні змагання в 2007 році було для команди досить вдалим — перше місце в підгрупі другої ліги. Цей результат дав самбірчанам змогу у 2008 році повернутись до першої ліги, де здобули п'яту позицію.
Наступний 2009 рік виявився для команди успішнішим: до останнього туру команда, яку влітку під опіку взяв Ярослав Кузьмяк, претендувала на один із комплектів нагород, однак здобула в підсумку четверте місце. У 2010 році команда стартувала в Прем'єр-лізі області й одразу виборола комплект срібних нагород. Восени цього ж року ФК «Самбір» став переможцем турніру з нагоди ювілею ФФЛ. У 2011 році в Чемпіонаті Львівської області — треті, володар Кубку Ліги області.
У 2011 році виступав в чемпіонаті України серед аматорів, здобув бронзові нагороди, в Кубку України серед аматорів в 1/2 фіналі поступився пізніше володарю кубка України ФК "Буча".
Після 4 річної перерви у 2016 році клуб знов очолив Ярослав Кузьмяк. Разом із ним прийшли нові гравці, які провели чимало виступів на професійному рівні. Команда вернулась в боротьбу за медалі. Ходили чутки, що головним тренером команди мав бути Володимир Мазяр, той самий, який вивів дніпродзержинську «Сталь» із другої ліги України до еліти команд України. Що правда сам Володимир Іванович розповідав, що він лише тренер-консультант. Мазяр встиг побувати тренером-консультантом буквально 2 тижні та під час першого матчу самбірчан, на другий день після матчу стало відомо, що він очолив рівненський футбольний клуб «Верес».

## Фанати

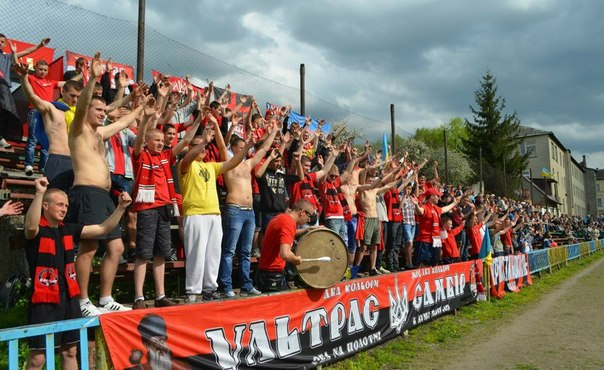

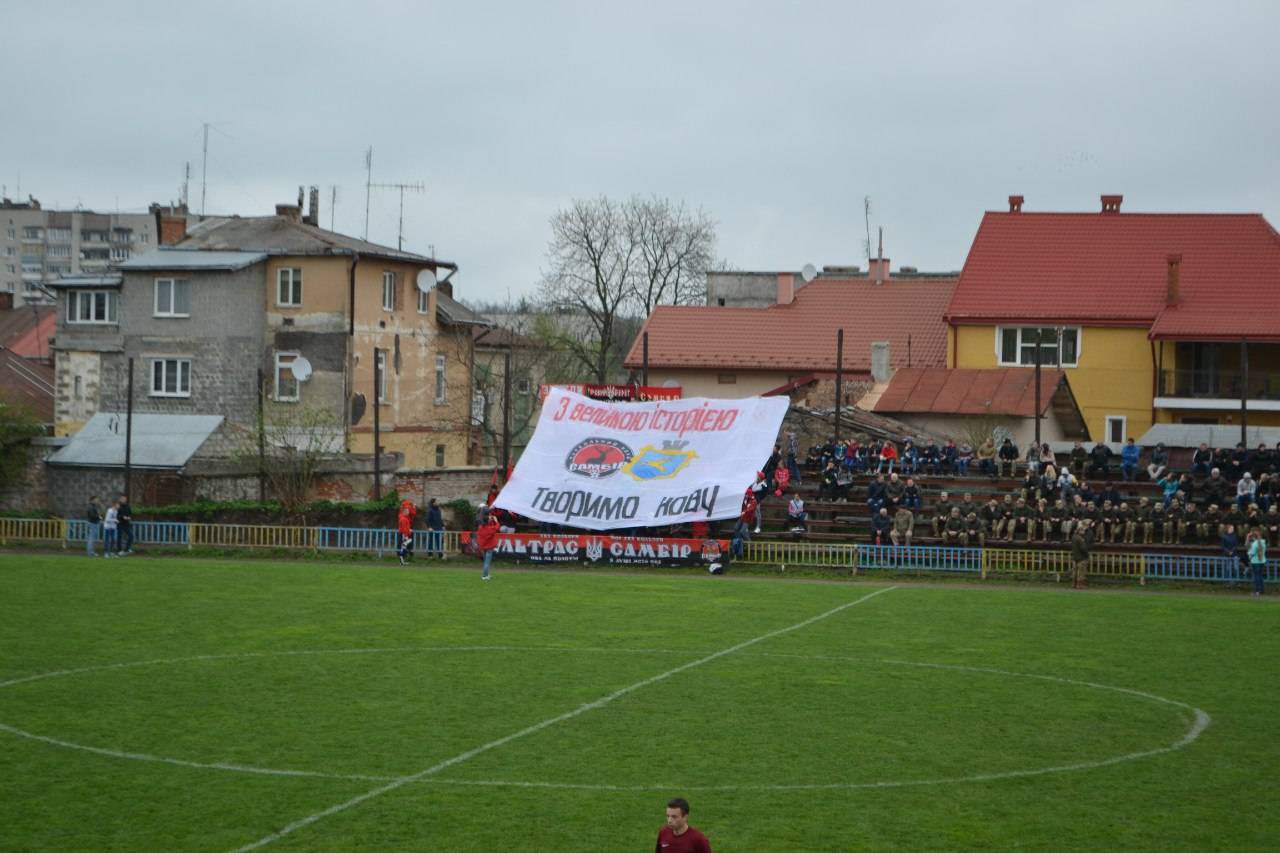

Фанати футбольного клубу «Самбір» відзначаються своєю вірністю команді. Кожен матч команда відчуває підтримку своїх ультрас. Це одні із найвідданіших фанатів України.

## Досягнення
Чемпіон Львівської області
- 1982,1984,1985,1988

Володар кубка Львівської області
- 1984, 1990, 1991

Володар суперкубка Львівської області
- __

Володар кубка, який розігрувався на честь 20-річчя Львівської обласної федерації футболу
- 2010

Володар кубка Ліги Львівської області, бронзовий призер Прем'єр-ліги Львівської області
- 2011

## Відомі футболісти
- Блавацький Богдан Ігорович
- Броварський Лев Рудольфович
- Гула Олег Володимирович
- Хома Ярослав Богданович
- Мазяр Володимир Іванович
- Греділь Степан Осипович

## Попередні назви
- 1931—1944 «Дністер» (Самбір)
- 1944—???? «Локомотив» (Самбір)
- ????—1960 «Більшовик» (Самбір)
- 1960—1991 «Спартак» (Самбір)
- 1993—1997 «Промінь» (Самбір)
- 1995—1998 «Дністер» (Самбір)
- 1998—2005 ФК «Самбір»
- 2006—2006 «Макс» (Самбір)
- 2007—2024  ФК «Самбір»

## Статистика
| РІК  | МІСЦЕ | НАЗВА ЧЕМПІОНАТУ                                        | ПРИМІТКА |
| ---- | ----- | ------------------------------------------------------- | --- |
| 2001 | 13    | Чемпіонат Львівської області (19 команд)                | |
| 2002 | 11    | Чемпіонат Львівської області (17 команд)                | |
| 2003 | -     | невідомо                                                | |
| 2004 | 17    | Чемпіонат Львівської області 18 команд                  | З команди були зняті очки за порушення регламенту змагань |
| 2005 | -     | у Чемпіонаті та Першості області не представлений       | |
| 2006 | 3     | Першість Львівської області, 12 команд                  | 1 обласна ліга, Клуб виступав під назвою «Макс» |
| 2007 | 1     | Першість Львівської області                             | 2 обласна ліга, група «А», 12 команд |
| 2008 | 5     | Першість Львівської області (1 ліга)                    | |
| 2009 | 4     | Першість Львівської області (1 обласна ліга, 12 команд) | Досягнення: Юрій Борис - найкращий бомбардир першості - 22 м'ячі |
| 2010 | 2     | Чемпіонат Львівської області Прем'єр-ліга (12 команд)   | |
| 2011 | 3     | Чемпіонат Львівської області — Прем'єр-ліга (10 команд) | |
| 2012 | 2     | Першість Львівської області (1 ліга)                    | 36 команд розділених в трьох групах |
| 2013 | 6     | Чемпіонат Львівської області (12 команд)                | Досягнення: найбільша відвідуваність чемпіонату 2 000 (ФК «Самбір» – «Карпати» Кам'янка-Бузька) |
| 2014 | 5     | Чемпіонат Львівської області (12 команд)                | |
| 2015 | 8     | Чемпіонат Львівської області (10 команд)                | Досягнення: найбільша відвідуваність чемпіонату 2 000 (ФК «Самбір» – «Рух» Винники) |
| 2016 | 4     | Чемпіонат Львівської області (12 команд)                | Досягнення: найбільша відвідуваність чемпіонату 3 000 глядачів (ФК«Самбір» — СКК «Демня») |
| 2017 | 8     | Прем'єр-ліга Львівської області (14 команд)             | Досягнення: найбільша відвідуваність чемпіонату 2 000 глядачів (ФК«Самбір» — «Кар'єр» Торчиновичі) |
| 2018 | 5     | Прем'єр-ліга Львівської області (13 команд)             | Досягнення: Назар Малецький (ФК «Самбір») найкращий бомбардир чемпіонату - 22 м'ячі; найбільша відвідуваність чемпіонату ФК Самбір- ФК Миколаїв 2000 осіб; найбільший гостьовий рахунок 0:8 СФК «Кордія» Муроване — ФК «Самбір» |
| 2019 | 7     | Прем'єр-ліга Львівської області (12 команд)             | |
| 2020 | 3     | Прем'єр-ліга Львівської області (12 команд)             | Підгрупа А (6 команд). У цьому році 12 команд розділили на дві підгрупи. Перші місця з груп боролись за чемпіонство та "срібло", другі місця - за "бронзу" та четверте місце.                                                   |
| 2021 |       | Прем'єр-ліга Львівської області (12 команд)             | |
| 2022 | 13-16 | Прем'єр-ліга Львівської області (16 команд)             | Чемпіонат поділено на 4 підгрупи по 4 команди |
| 2023 | 14    | Прем'єр-ліга Львівської області (14 команд)             | Чемпіонат поділено на 2 підгрупи по 7 команд. У другому колі перші 8 команд боролись за першість, інші 6 команд за кубок області                                                                                                |
| 2024 | 13    | Прем'єр-ліга Львівської області (13 команд)             | Команда знялася після першого кола |